# Plateaux et collines du Nord-Saxon
Le pays des plateaux et collines du Nord-Saxon (Nordsächsisches Platten- und Hügelland) est un macrogéochore d'environ 970 km2 en Saxe, Allemagne. Il s'étend de Grimma à l'ouest à Riesa à l'est. Ses points culminants ne dépassent pas 130 à 160 mètres.